# Wijtiwzi
Wijtiwzi (ukrainisch Війтівці; russisch Войтовцы Woitowzy, polnisch Wójtowce) ist eine Siedlung städtischen Typs in der ukrainischen Oblast Chmelnyzkyj mit 840 Einwohnern (2017).

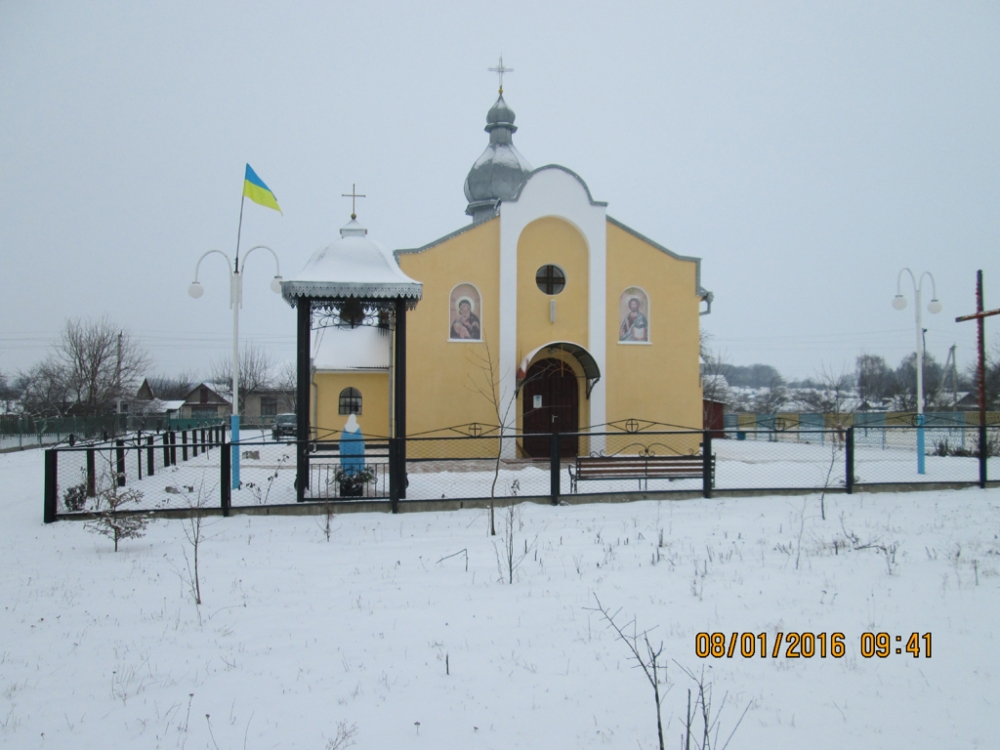
Kirche im Ort

Wijtiwzi liegt 24 km östlich vom ehemaligen Rajonzentrum Wolotschysk und 48 km westlich der Oblasthauptstadt Chmelnyzkyj verkehrstechnisch günstig an der Kreuzung der Fernstraße M 12/ E 50 und der Regionalstraße P–48 sowie einer Bahnstation an der Bahnstrecke Krasne–Odessa.
Die 1888 gegründete Ortschaft erhielt 1970 den Status einer Siedlung städtischen Typs. Von 1923 bis 1931 war Wijtiwzi das Zentrum eines gleichnamigen Rajons. Bis zum 7. März 1946 trug das Dorf auch den Namen Podilske (Подільське) und wurde dann auf seinen heutigen Namen umbenannt.

## Verwaltungsgliederung
Am 13. August 2015 wurde die Siedlung zum Zentrum der neugegründeten Siedlungsgemeinde Wijtiwzi (Війтовецька селищна громада/Wijtowezka selyschtschna hromada). Zu dieser zählten auch die 16 in der untenstehenden Tabelle aufgelisteten Dörfer, bis dahin bildete sie die gleichnamige Siedlungsratsgemeinde Wijtiwzi (Війтовецька селищна рада/Wijtowezka selyschtschna rada) im Zentrum des Rajons Wolotschysk.
Am 12. Juni 2020 kamen noch die 2 Dörfer Hajdajky und Kupil zum Gemeindegebiet.
Am 17. Juli 2020 kam es im Zuge einer großen Rajonsreform zum Anschluss des Rajonsgebietes an den Rajon Chmelnyzkyj.
Folgende Orte sind neben dem Hauptort Wijtiwzi Teil der Gemeinde:
| Name                     | Name        | Name                        |
| ukrainisch transkribiert | ukrainisch  | russisch                    |
| ------------------------ | ----------- | --------------------------- |
| Bokyjiwka                | Бокиївка    | Бокиевка (Bokijewka)        |
| Broniwka                 | Бронівка    | Броневка (Bronewka)         |
| Hajdajky                 | Гайдайки    | Гайдайки (Gaidaiki)         |
| Katschurynzi             | Качуринці   | Качуринцы (Katschurinzy)    |
| Kryschtopiwka            | Криштопівка | Крыштоповка (Kryschtopowka) |
| Krywatschynzi            | Кривачинці  | Кривачинцы (Kriwatschinzy)  |
| Kupil                    | Купіль      | Купель (Kupel)              |
| Kurowetschka             | Куровечка   | Куровечка                   |
| Medwediwka               | Медведівка  | Медведевка (Medwedewka)     |
| Motschulynzi             | Мочулинці   | Мочулинцы (Motschulinzy)    |
| Pawlykiwzi               | Павликівці  | Павликовцы (Pawlikowzy)     |
| Petrykiwzi               | Петриківці  | Петриковцы (Petrikowzy)     |
| Porochnja                | Порохня     | Порохня                     |
| Pyssariwka               | Писарівка   | Писаревка (Pissarewka)      |
| Sarniw                   | Сарнів      | Сарнов (Sarnow)             |
| Sawalijky                | Завалійки   | Завалийки (Sawalijki)       |
| Selena                   | Зелена      | Зелёная (Seljonaja)         |
| Wydawa                   | Видава      | Видава (Widawa)             |